# Neutrofilija
Neutrofilija (neutrofilna leukocitoza) je naziv za povećanje broja neutrofilnih granulocita (jedna od vrsta leukocita) u krvi. 
Normalne vrijednosti neutrofilnih granulocita u krvi su od 1830 do 7250/mm3 (1,83-7,25 * 109/L) za odrasle osobe, dok su kod djece i novorođenčadi donja i gornja granica pomaknute na više vrijednosti, a što čini 30-60% od ukupnog broja leukocita. 
Povećanje broja neutrofila mogu uzrokovati različite bolesti ili lijekovi. Jedan od najčešćih uzroka je akutna bakterijska upala, a može biti povećan i u ostalim stanjima kao što su npr. infarkt miokarda, opekline, maligna bolest, akutni stres (fizički napor), lijekovi (npr. kortikosteroidi).   
Skretanje u lijevo je izraz koji se koristi kada je povećan broj nezrelih (slabije diferenciranih) neutrofila u krvi, koji nastaje kao posljedica preuranjenog otpuštanja neutrofila iz mjesta gdje nastaju (koštana srž), najčešće uzrokovano bakterijskom infekcijom.
|  | Molimo pročitajte upozorenje o korištenju medicinskih informacija. Ne provodite liječenje bez savjetovanja s liječnikom! |